# Uffizi
Galerija Uffizi (Talijanski: Galleria degli Uffizi), smještena u Palazzo degli Uffizi (tal. za „Palača ureda”) u Firenci, je jedna od najstarijih i najslavnijih muzeja umjetnosti u svijetu. 
Podijeljena u nekoliko prostorija prema školama i stilovima u kronološkom slijedu, njena kolekcija prikazuje djela od 12. do 18. stoljeća, s najboljom svjetskom kolekcijom radova iz renesanse. Izložena su neka od najvećih remek-djela čovječanstva, djela umjetnika kao što su: Cimabuea, Giotto, Andrea Mantegna, Sandro Botticelli, Leonardo da Vinci, Michelangelo, Rafael, Tizian, Parmigianino, Caravaggio, Rubens, Canaletto, Rembrandt i dr.

## Povijest
Palaču je započeo graditi Giorgio Vasari 1560. g. za Cosima I. de' Medicija kao ured firentinskih upravitelja, odatle joj i ime uffizi („uredi”). Gradnju su po Vasarijevim nacrtima nastavili Alfonso Parigi i Bernardo Buontalenti, te su je završili 1581. g. Dvorište cortile je dugo i usko, te se svojom dorskom kolonadom otvara prema rijeci Arno čime se uokviruje prostor a da se ne zatvara. Povjesničari umjetnosti smatraju da je to najraniji primjer organizirane ulične panorame u Europi. Vasari, koji je bio i slikar i arhitekt, naglasio je perspektivnu dužinu usklađujući krovne istake pročelja s neprekinutim istakama između katova, kao i tri neprekinute stube na kojima počiva prednja fasada palače. 

Palača Uffizi je pod jednim krovom ujedinila administrativne urede, sud i državni arhiv (Archivio di Stato). Cosimo I., nadvojvoda Toskane, uredio je da najbolja djela u kolekciji obitelji Medici dospiju u tzv. piano nobile („Plemeniti kat”). Danas ova izvanredna remekdjela, ujedinjena s djelima iz kolekcije još jednog nadvojvode, Francesca I., čine glavnu atrakciju u muzejskom arhivu. 
S vremenom, susjedni dijelovi palače su uključeni u izložbeni prostor za ostale slike i skulpture koje su naručili Medici. Nakon što je obitelj Medici nestala, djela koja su bila u njihovom vlasništvu, prema uvjetima slavnog Patto di famiglia koji je objavila Anna Maria Lodovica, posljednja baštinica obitelji Medici, jedan od prvih modernih muzeja je ustanovljen. Galerija je povremeno otvarana posjetiteljima od 16. st., a 1765. g. je službeno otvorena javnosti
Zbog veličine kolekcije neka od djela su proslijeđena u druge Firentinske muzeje. Npr. Neke slavne skulpture se danas nalaze u muzeju Bargello. U tijeku je projekt proširenja muzejskog izložbenog prostora sa 6,000 metara² na skoro 13,000 metara², čime će se omogućiti da se vide neka djela koja su bila u skladištu.
Godine 1993. auto-bomba je eksplodirala u Via dei Georgofili i oštetila dijelove palače ubivši petoro ljudi. Najveću štetu pretrpjela je soba Niobe; te njene klasične skulpture i neoklasični interijer koji je kasnije obnovljen, ali njene freske su bile nepopravljive. Identitet bombaša nije nikad utvrđen iako se sumnjalo na Mafiju.
Danas je Uffizi jedna od najpopularnijih turističkih atrakcija Firence. Na vrhuncu sezone (osobito u srpnju), čekanje u redu na ulazak može trajati i do pet sati. Posjetitelji koji su unaprijed rezervirali karte čekaju mnogo manje.

## Kolekcija
Popis odabranih djela u kolekciji muzeja: 
- Detalj slike Rođenje Venerino Botticellija
- Rafael, Portret Elisabette Gonzaga
- Angelo Bronzino, Portret Eleonore od Toleda
- Simone Martini, Navještenje
- Filippo Lippi, Gospa s Djetetom i dva anđela
- Piero della Francesca, Diptih vojvode Federica da Montefeltra i vojvotkinje Battiste Sforza od Urbina
- Paolo Uccello, Bitka kod San Romana
- Sandro Botticelli, Alegorija proljeća
- Rogier van der Weyden, Polaganje u Grob
- Andrea del Verrocchio, Krštenje Kristovo
- Leonardo da Vinci, Navještenje
- Michelangelo, Doni tondo
- Rafael, Gospa od češljugara
- Parmigianino, Dugovrata Madonna
- Albrecht Dürer, Poklonstvo kraljeva
- Tizian, Venera od Urbina
- Caravaggio, Bakho
- Artemisia Gentileschi, Judita ubija Holoferna
- Claude Lorrain, Morska luka s vilom Medici
- Rembrandt van Rijn, Autoportret

Ostala znamenita djela su:
- Cimabue (Maestà)
- Duccio (Maestà)
- Giotto (Madonna Ognissanti, Poliptih Badia)
- Hugo van der Goes (Triptih Portinari)
- Sandro Botticelli (Poklonstvo kraljeva i dr.)
- Leonardo da Vinci (Poklonstvo kraljeva)
- Piero di Cosimo (Perzej oslobađa Andromedu)
- Rafael (Portret pape Lea X.)
- Tizian (Flora)
- Caravaggio (Bakho, Žrtvovanje Izaka, Meduza)

U kolekciji se nalaze i slavne antičke skulpture kao što su Arrotino i  Dva hrvača.

## Vanjske poveznice
- Palača Uffizi, Firenca virtualni film i slike.
- Galerija Uffizi.  Arhivirana inačica izvorne stranice od 1. lipnja 2008. (Wayback Machine)
- Uffizi putnički vodič.  Arhivirana inačica izvorne stranice od 2. veljače 2010. (Wayback Machine)
- Uffizi karte.
- Virtual Uffizi - Informacije, povijest i mapa galerija, biografije zastupljenih umjetnika, slike i detalji o slikama, online registracija karata, posjete s vodičima.
- Satellitske slike s Google Maps.